# Bellancourt
Bellancourt est une commune française située dans le département de la Somme en région Hauts-de-France.
Depuis le 29 juillet 2020, la commune fait partie du parc naturel régional Baie de Somme - Picardie maritime.

## Géographie

### Localisation
Bellancourt est un village picard du Ponthieu proche du Vimeu.
À vol d'oiseau, la localité est située à 6 km au sud-est d'Abbeville, 6 km à l'ouest d'Ailly-le-Haut-Clocher et à 35 km au nord-ouest d'Amiens.
Le territoire de la commune est limitrophe de ceux de sept communes.
Les communes limitrophes sont  Buigny-l'Abbé, Eaucourt-sur-Somme, Francières, Pont-Remy, Saint-Riquier, Vauchelles-les-Quesnoy et Épagne-Épagnette.

### Hydrographie
La commune est située dans le bassin Artois-Picardie. Elle n'est drainée par aucun cours d'eau.

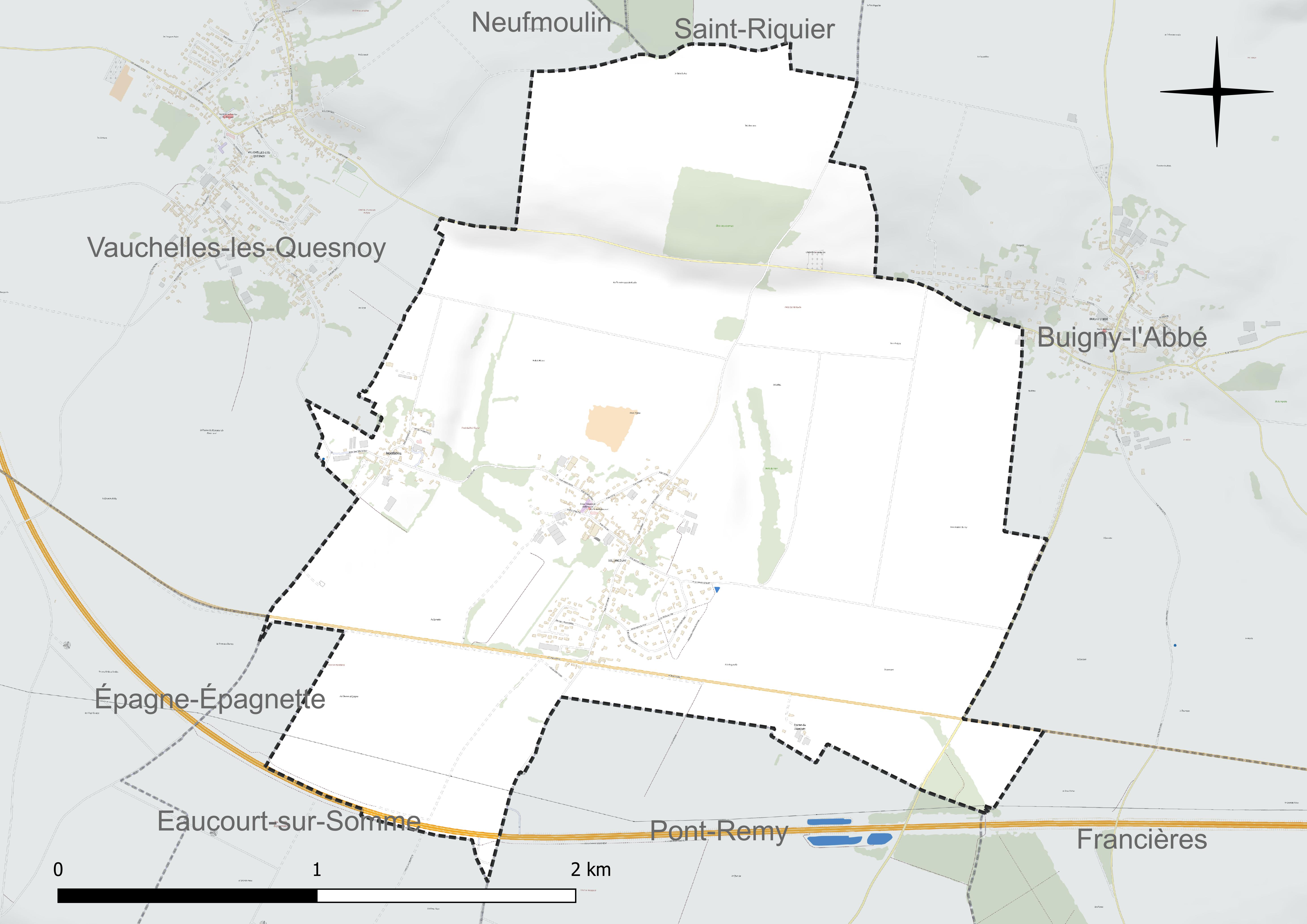
Réseau hydrographique de Bellancourt.

### Climat
Pour des articles plus généraux, voir Climat des Hauts-de-France et Climat de la Somme.
En 2010, le climat de la commune est de type climat océanique altéré, selon une étude du CNRS s'appuyant sur une série de données couvrant la période 1971-2000. En 2020, Météo-France publie une typologie des climats de la France métropolitaine dans laquelle la commune est exposée à un climat océanique et est dans la région climatique Côtes de la Manche orientale, caractérisée par un faible ensoleillement (1 550 h/an) ; forte humidité de l'air (plus de 20 h/jour avec humidité relative > 80 % en hiver), vents forts fréquents.
Pour la période 1971-2000, la température annuelle moyenne est de 10,5 °C, avec une amplitude thermique annuelle de 13,1 °C. Le cumul annuel moyen de précipitations est de 801 mm, avec 12,3 jours de précipitations en janvier et 8,4 jours en juillet. Pour la période 1991-2020, la température moyenne annuelle observée sur la station météorologique la plus proche, située sur la commune d'Abbeville à 6 km à vol d'oiseau, est de 11,0 °C et le cumul annuel moyen de précipitations est de 806,2 mm,. Pour l'avenir, les paramètres climatiques de la commune estimés pour 2050 selon différents scénarios d'émission de gaz à effet de serre sont consultables sur un site dédié publié par Météo-France en novembre 2022.

## Urbanisme

### Typologie
Au 1er janvier 2024, Bellancourt est catégorisée commune rurale à habitat dispersé, selon la nouvelle grille communale de densité à sept niveaux définie par l'Insee en 2022.
Elle est située hors unité urbaine. Par ailleurs la commune fait partie de l'aire d'attraction d'Abbeville, dont elle est une commune de la couronne,. Cette aire, qui regroupe 73 communes, est catégorisée dans les aires de 50 000 à moins de 200 000 habitants,.

### Occupation des sols
L'occupation des sols de la commune, telle qu'elle ressort de la base de données européenne d'occupation biophysique des sols Corine Land Cover (CLC), est marquée par l'importance des territoires agricoles (92,3 % en 2018), en diminution par rapport à 1990 (94,3 %). La répartition détaillée en 2018 est la suivante : 
terres arables (76,4 %), prairies (9,3 %), zones urbanisées (7,7 %), zones agricoles hétérogènes (6,6 %). L'évolution de l'occupation des sols de la commune et de ses infrastructures peut être observée sur les différentes représentations cartographiques du territoire : la carte de Cassini (XVIIIe siècle), la carte d'état-major (1820-1866) et les cartes ou photos aériennes de l'IGN pour la période actuelle (1950 à aujourd'hui).

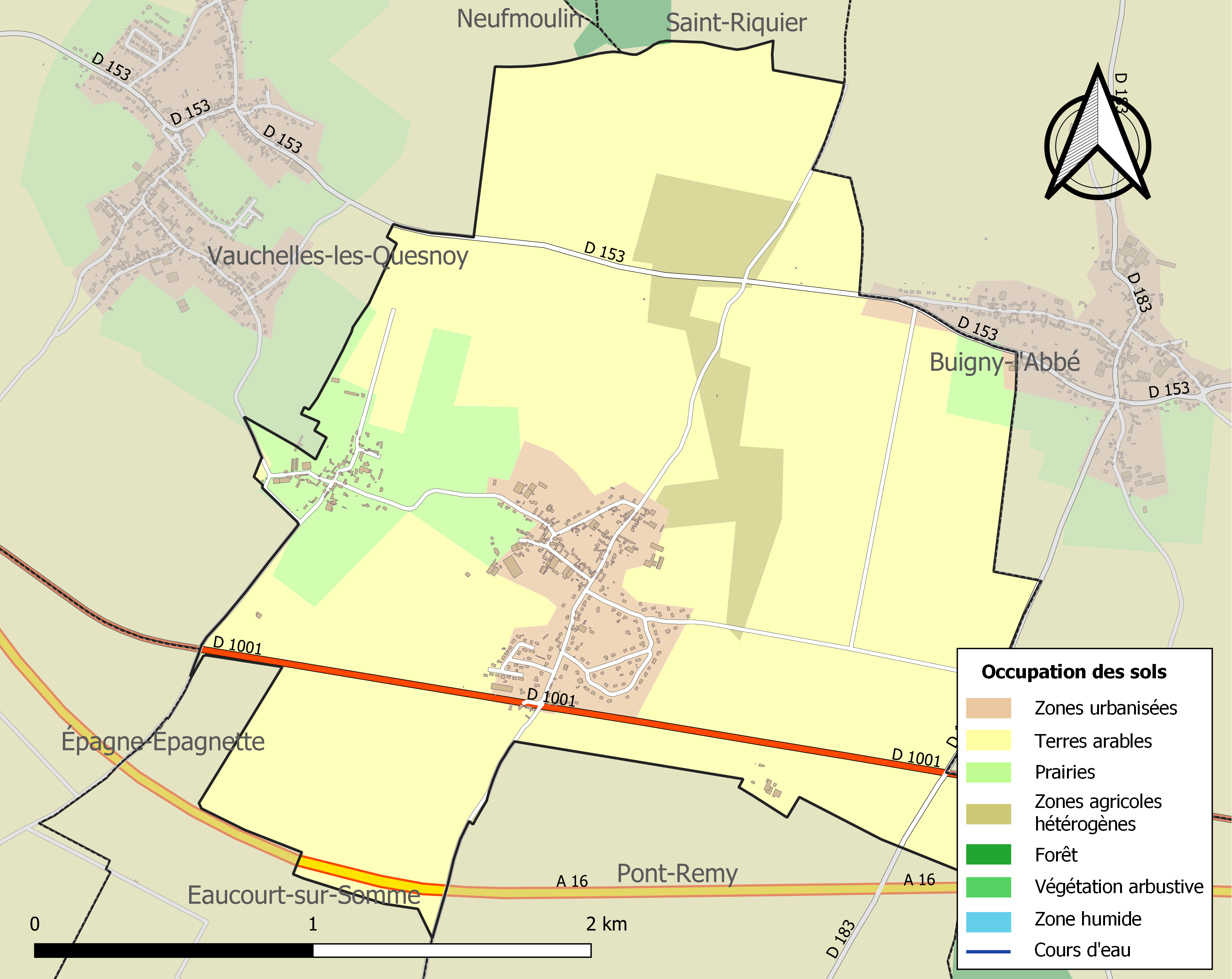
Carte des infrastructures et de l'occupation des sols de la commune en 2018 (CLC).

### Lieux-dits, hameaux et écarts
Le village comprend le hameau de Monflières, où se trouve la chapelle Notre-Dame-de-Monflières (datant du XIIe siècle)  dédiée à la Vierge Marie et haut lieu de pèlerinage de Picardie, avec son parc Santa Maria et son calvaire du XVIIe siècle.

### Habitat et logement
En 2019, le nombre total de logements dans la commune était de 219, alors qu'il était de 227 en 2014 et de 206 en 2009.
Parmi ces logements, 94,1 % étaient des résidences principales, 1,4 % des résidences secondaires et 4,6 % des logements vacants. Ces logements étaient pour 96,3 % d'entre eux des maisons individuelles et pour 2,3 % des appartements.
Le tableau ci-dessous présente la typologie des logements à Bellancourt en 2019 en comparaison avec celle de la Somme et de la France entière. Une caractéristique marquante du parc de logements est ainsi une proportion de résidences secondaires et logements occasionnels (1,4 %) inférieure à celle du département (8,3 %) mais supérieure à celle de la France entière (9,7 %). Concernant le statut d'occupation de ces logements, 92,7 % des habitants de la commune sont propriétaires de leur logement (87,2 % en 2014), contre 60,2 % pour la Somme et 57,5 pour la France entière.
| Typologie                                               | Bellancourt | Somme | France entière |
| ------------------------------------------------------- | ----------- | ----- | -------------- |
| Résidences principales (en %)                           | 94,1        | 83,2  | 82,1           |
| Résidences secondaires et logements occasionnels (en %) | 1,4         | 8,3   | 9,7            |
| Logements vacants (en %)                                | 4,6         | 8,5   | 8,2            |

### Voies de communication et transports
Bellancourt est desservi par la départementale 1001 (ancienne RN 1). Le territoire communal est tangenté au sud par le tracé de l'autoroute A16 dont l'accès le plus proche est la sortie no 22 Abbeville-Est.

## Toponymie
Le nom de la localité est attesté sous les formes Bellacourt (1070) ; Bellencurt (1134) ; Bellaincort (1184) ; Ballencort (1210) ; Bellencourt (1301) ; Bellancourt (1339) ; Belencourt (1710) ; Bellencour (1757) ; Belencour (1761).

## Histoire

### Moyen Âge
Selon la légende, vers le Xe siècle, un berger de Bellancourt faisait paître son troupeau à l'ombre d'un gros arbre situé entre Vauchelles et Monflières et destiné à servir de limite aux deux terroirs. Assis au pied de cet arbre, il vit et entendit le tronc qui s'entrouvrait et aperçut bientôt la figure de la Vierge qui se présentait dans l'ouverture. Une chapelle, la chapelle Notre-Dame-de-Monflières, est édifiée vers 1160 et sert de lieu de pèlerinage marial.

### Temps modernes
Jusqu'au XIXe siècle, un relais de poste à chevaux existait à la sortie du village.

## Politique et administration

### Rattachements administratifs et électoraux

#### Rattachements administratifs
La commune se trouve dans l'arrondissement d'Abbeville du département de la Somme.
Elle faisait partie depuis 1801 du canton d'Abbeville-Nord. Dans le cadre du redécoupage cantonal de 2014 en France, cette circonscription administrative territoriale a disparu, et le canton n'est plus qu'une circonscription électorale.

#### Rattachements électoraux
Pour les élections départementales, la commune fait partie depuis 2014 du canton d'Abbeville-1
Pour l'élection des députés, elle fait partie de la première circonscription de la Somme.

### Intercommunalité
Bellancourt était membre de la communauté de communes de l'Abbevillois, un établissement public de coopération intercommunale (EPCI) à fiscalité propre créé en 1994 et auquel la commune avait transféré un certain nombre de ses compétences, dans les conditions déterminées par le code général des collectivités territoriales.
Dans le cadre des dispositions de la loi portant nouvelle organisation territoriale de la République du 7 août 2015, qui prévoit que les établissements publics de coopération intercommunale (EPCI) à fiscalité propre doivent avoir un minimum de 15 000 habitants, cette intercommunalité a fusionné avec ses voisines pour former, le 1er janvier 2017, la communauté d'agglomération de la Baie de Somme dont est désormais membre la commune.

### Liste des maires
| Période                                  | Période                        | Identité        | Étiquette | Qualité              |
| ---------------------------------------- | ------------------------------ | --------------- | --------- | -------------------- |
| Les données manquantes sont à compléter. |                                |                 |           |                      |
| 1929                                     | 1995                           | Roger Pierrin   |           |                      |
| mars 1995                                | mars 2008                      | Wilhem Demarcke |           |                      |
| mars 2008                                | avril 2014                     | Paul Gombart    |           |                      |
| avril 2014                               | octobre 2022,                  | Brigitte Koch   |           | Démissionnaire       |
| décembre 2022                            | En cours (au 18 décembre 2022) | Annie Leplomb   |           | Retraitée des impôts |

## Équipements et services publics

### Enseignement

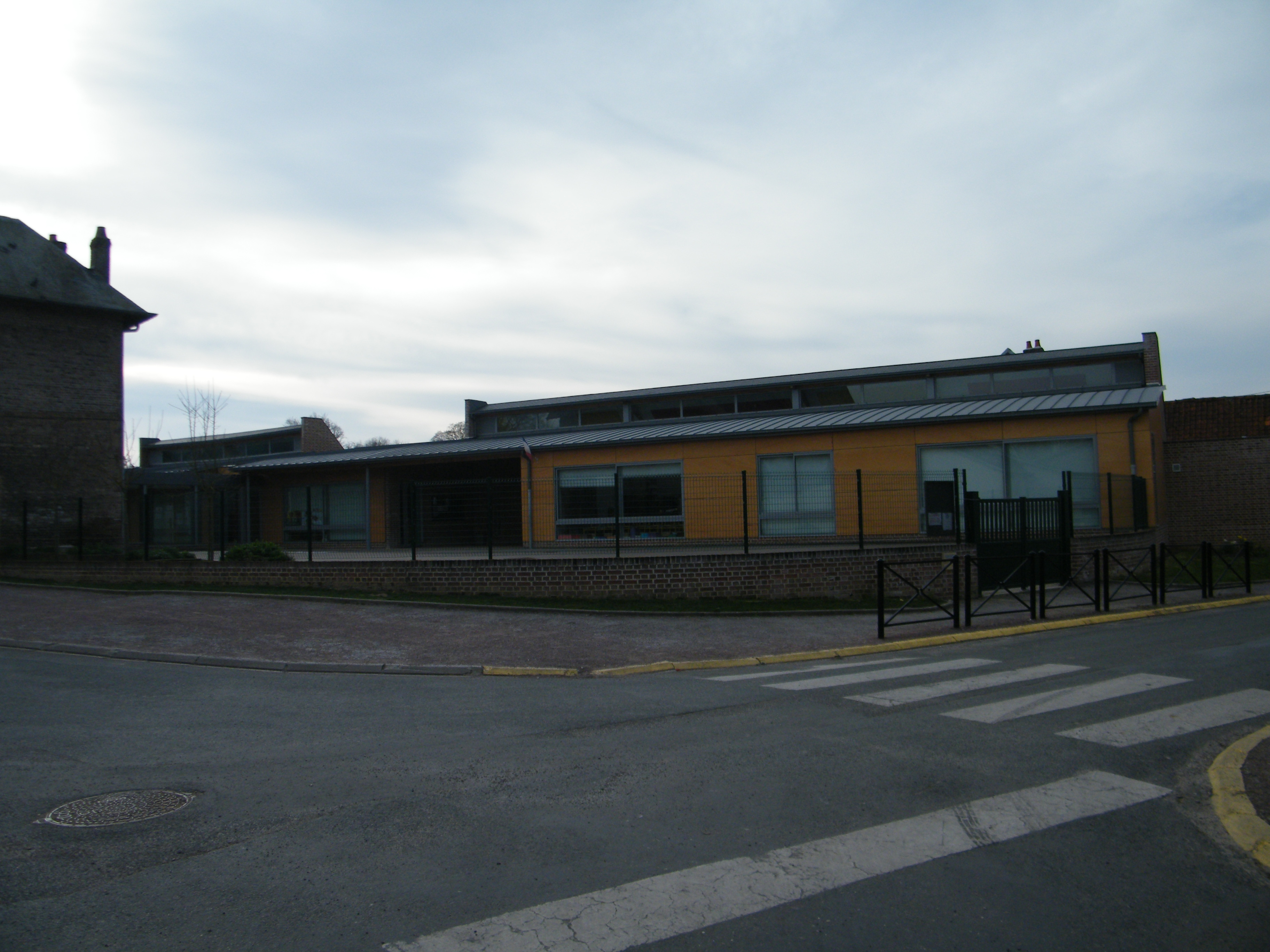
L'école.

La communauté d'agglomération de la Baie de Somme gère les affaires scolaires du primaire.
À la rentrée  de septembre 2022, après une réflexion engagée dès 2018, les écoles de Vauchelles-les-Quesnoy et Bellancourt s'organisent en regroupement pédagogique intercommunal (RPI) afin d'éviter la perte d'une classe dans un contexte de baisse démographique,.
Avec des effectifs en 2022-2023 évalués à 126 élèves, dont 58 domiciliés à Bellancourt, trois classes sont installées à Bellancourt, quatre à Vauchelles.
L'école de Bellancourt est dotée d'une restauration scolaire.

## Population et société

### Démographie
L'évolution du nombre d'habitants est connue à travers les recensements de la population effectués dans la commune depuis 1793. Pour les communes de moins de 10 000 habitants, une enquête de recensement portant sur toute la population est réalisée tous les cinq ans, les populations de référence des années intermédiaires étant quant à elles estimées par interpolation ou extrapolation. Pour la commune, le premier recensement exhaustif entrant dans le cadre du nouveau dispositif a été réalisé en 2008.

En 2022, la commune comptait 505 habitants, en évolution de −1,75 % par rapport à 2016 (Somme : −1,26 %, France hors Mayotte : +2,11 %).
| 1793 | 1800 | 1806 | 1821 | 1831 | 1836 | 1841 | 1846 | 1851 |
| ---- | ---- | ---- | ---- | ---- | ---- | ---- | ---- | ---- |
| 260  | 332  | 404  | 449  | 461  | 489  | 491  | 475  | 433  |

| 1856 | 1861 | 1866 | 1872 | 1876 | 1881 | 1886 | 1891 | 1896 |
| ---- | ---- | ---- | ---- | ---- | ---- | ---- | ---- | ---- |
| 432  | 427  | 414  | 369  | 384  | 326  | 296  | 261  | 288  |

| 1901 | 1906 | 1911 | 1921 | 1926 | 1931 | 1936 | 1946 | 1954 |
| ---- | ---- | ---- | ---- | ---- | ---- | ---- | ---- | ---- |
| 281  | 251  | 242  | 227  | 245  | 247  | 247  | 238  | 247  |

| 1962 | 1968 | 1975 | 1982 | 1990 | 1999 | 2006 | 2008 | 2013 |
| ---- | ---- | ---- | ---- | ---- | ---- | ---- | ---- | ---- |
| 246  | 245  | 287  | 421  | 480  | 429  | 488  | 505  | 521  |

| 2018 | 2022 | - | - | - | - | - | - | - |
| ---- | ---- | - | - | - | - | - | - | - |
| 512  | 505  | - | - | - | - | - | - | - |

## Culture locale et patrimoine

### Lieux et monuments
- Église Saint-Martin, datant du XVIe siècle. Elle possède des orgues de 1845.

- Chapelle Notre-Dame-de-Monflières, inscrite aux Monuments historiques en 2021[15]. Dédiée à la Vierge, c'est un lieu important de pèlerinage en Picardie après l'apparition de l'image de Marie dans un orme à un berger.
L'édifice est bâti en 1160 et agrandi trois fois au cours des siècles. À l'intérieur, elle dispose d'un décor de boiseries néogothiques de 1853 et des peintures murales de 1894 retraçant la légende de Monflières. Plus de 400 plaques de marbre offertes par les pèlerins guéris sont accrochées aux murs
Elle possède un parc « Santa Maria » et un calvaire du XVIIe siècle[31]. 
On lui attribue de nombreux miracles  comme la naissance de la fille de Marie Antoinette, qui a offert à la Vierge de Monflières en 1778 une robe de drap d'or exposée dans la chapelle à l'occasion des Journées du Patrimoine, en remerciement de la naissance de sa fille Marie-Charlotte[32].
L'orme qui se trouvait devant la chapelle de Monflières jusqu'en 1963  avait été classé  comme un « arbre-chapelle » par un arrêté du 18 septembre 1926[15].
- Ancien relais de poste aux chevaux.
- Chapelle sur la route nationale. Sanctuaire construit au début du XXe siècle[31].

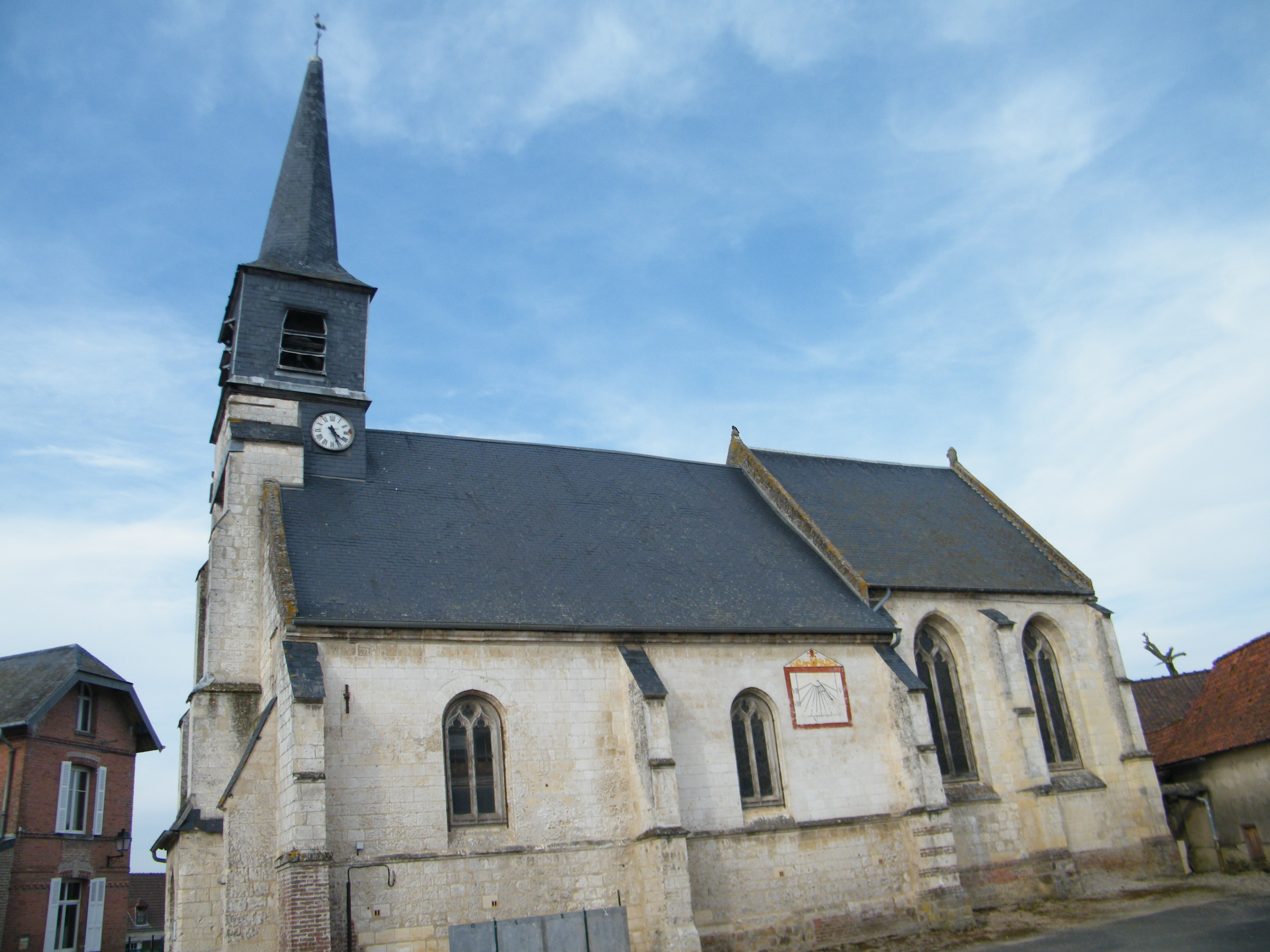
L'église Saint-Martin, côté sud.
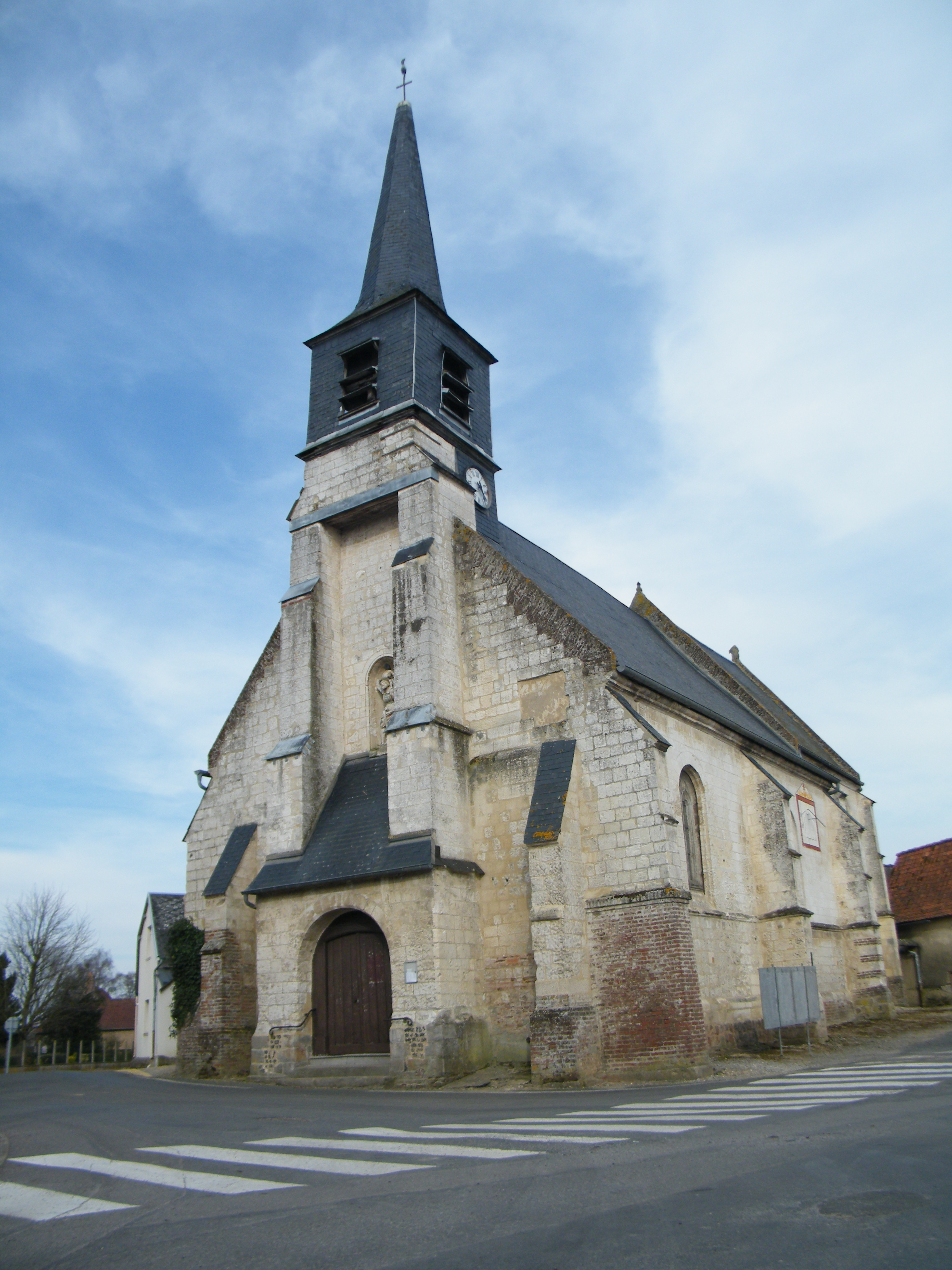
Le clocher de l'église.
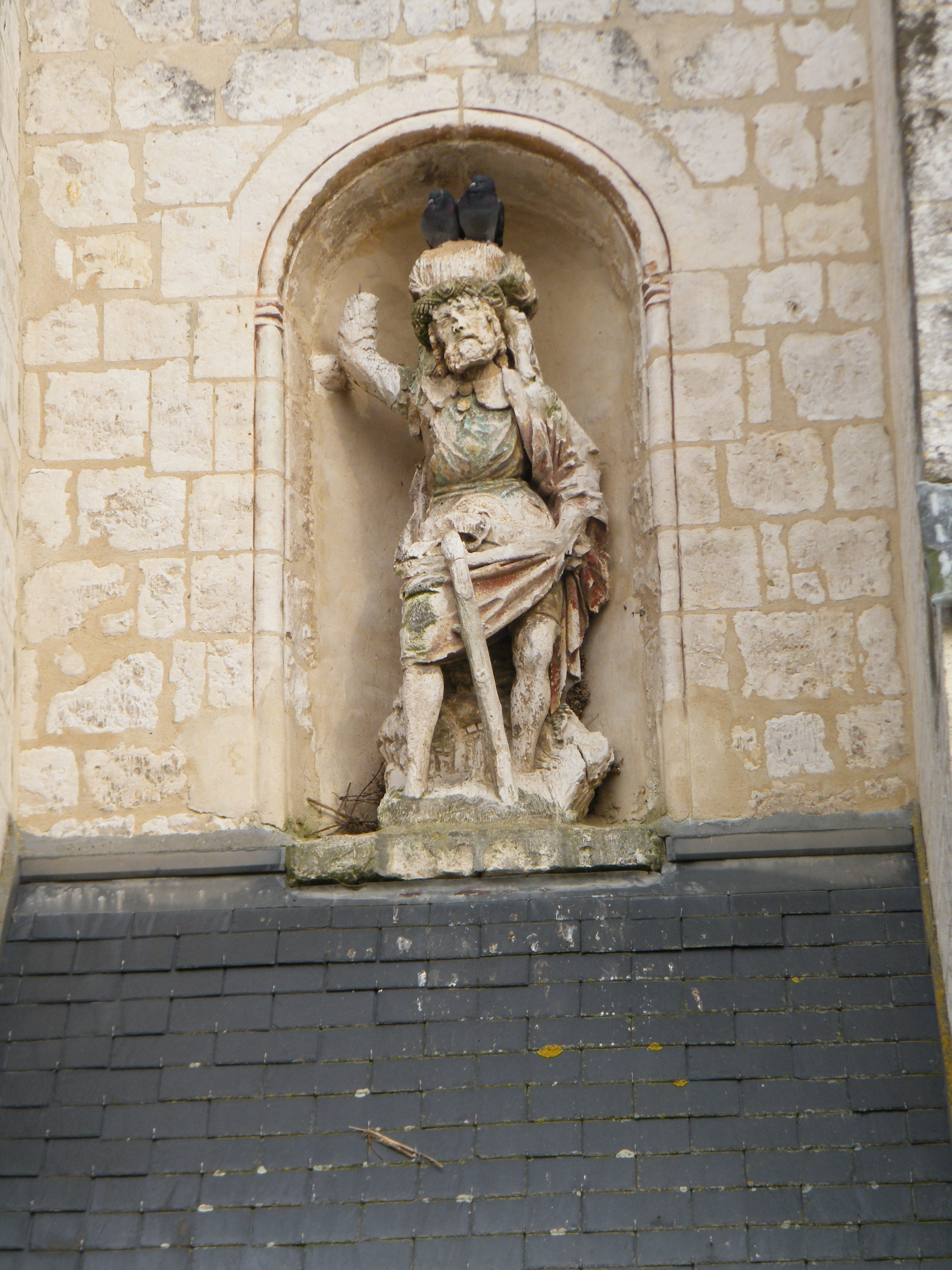
Au-dessus du porche de l'église, saint Christophe...
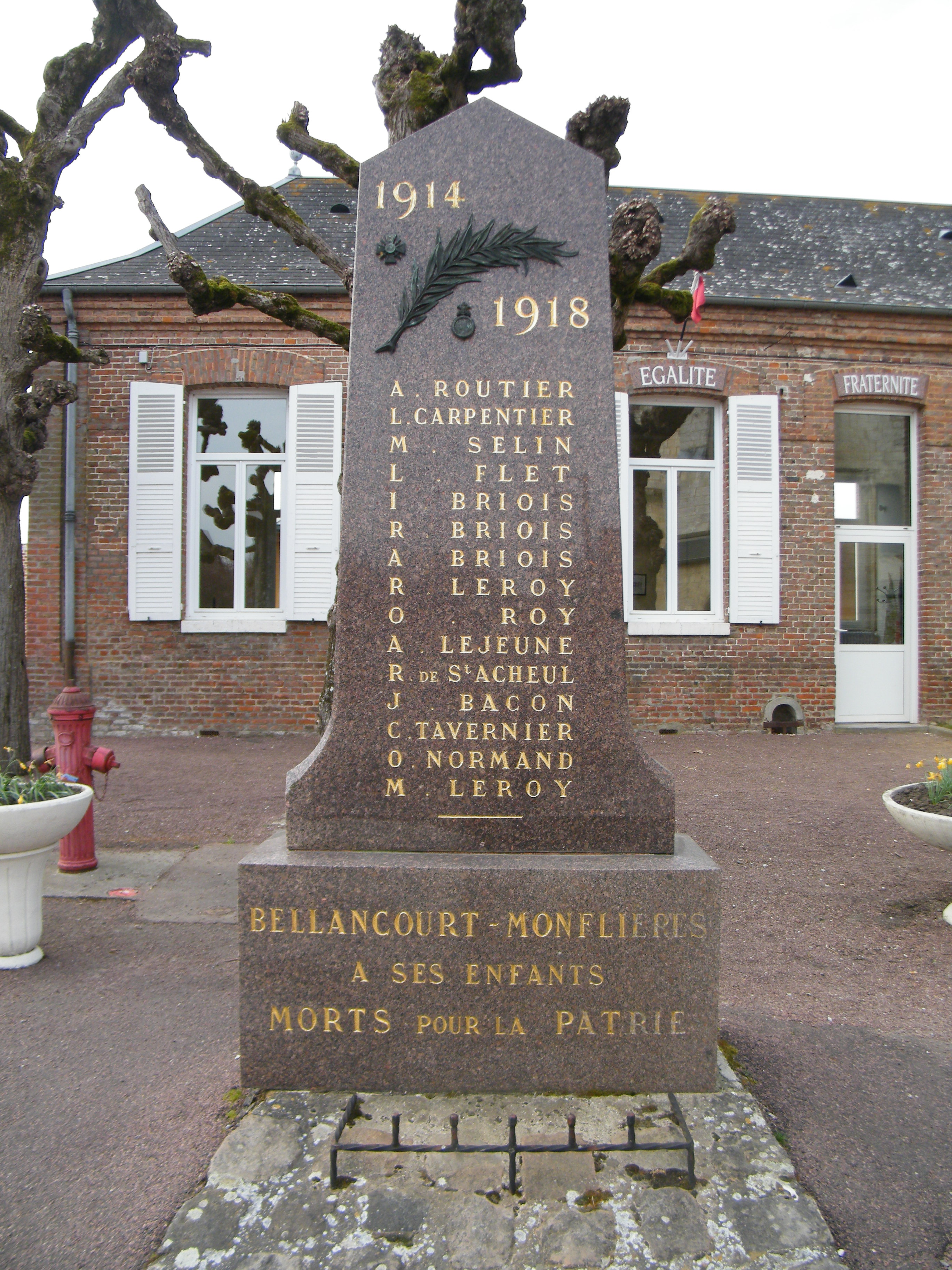
Le monument aux morts.
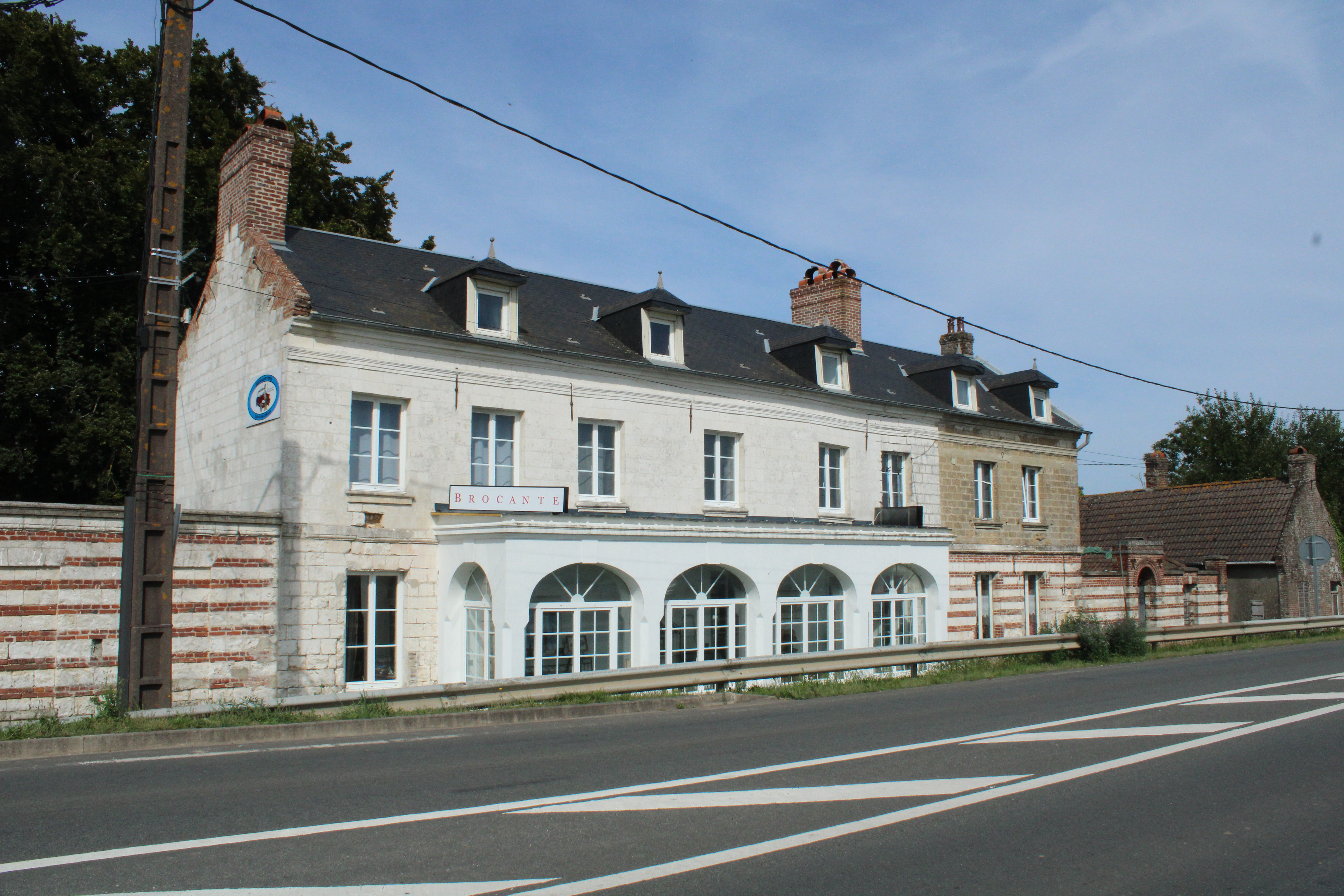
L'ancien relais de poste.
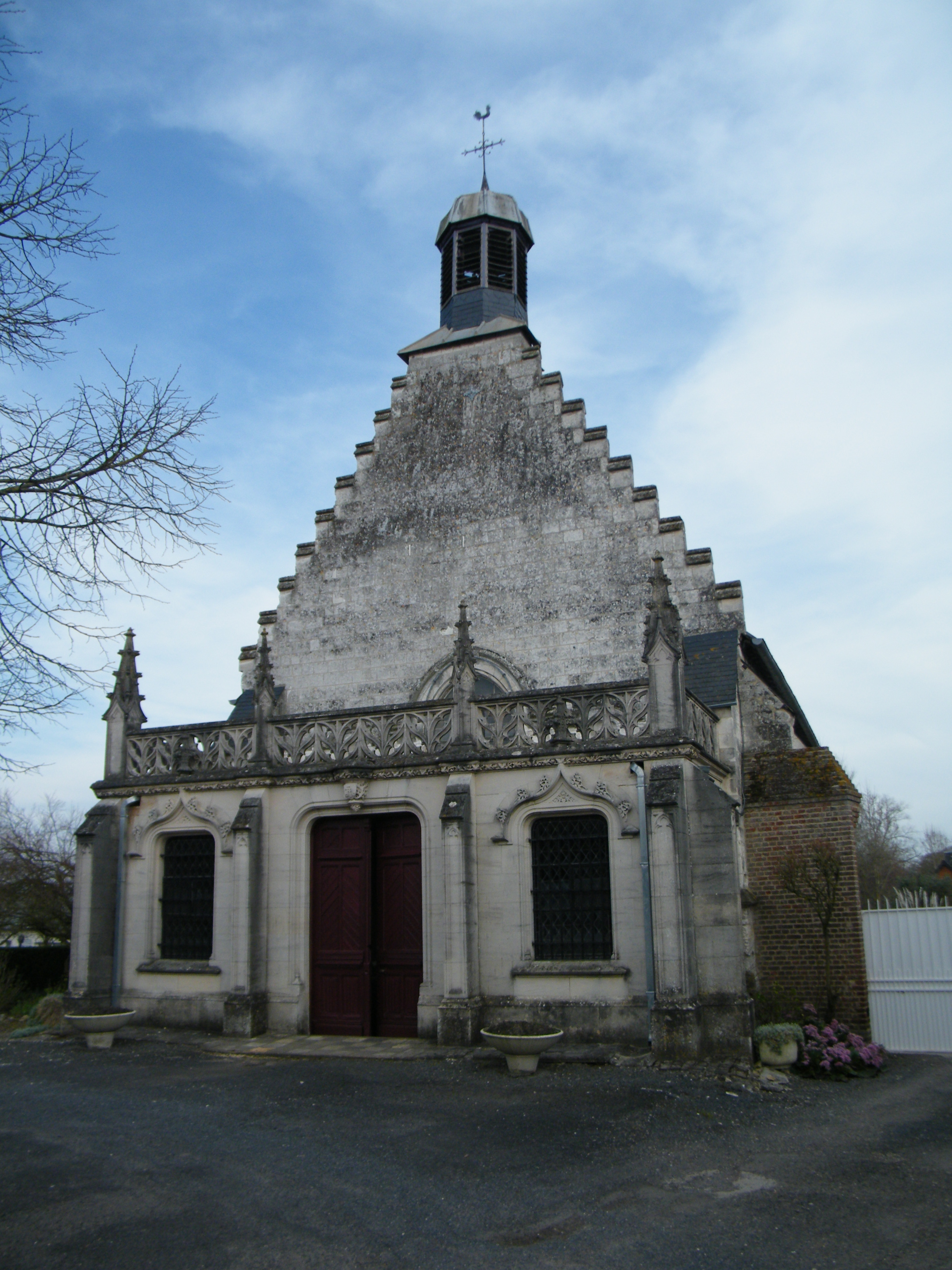
Notre-Dame de Monflières.

### Personnalités liées à la commune
- Auguste Joseph Tribout (1766-1834), général des armées de la République y est décédé.
- Rose Bertin (1747-1813), marchande de modes, modiste de Marie-Antoinette. L'école porte son nom.
- La reine Marie-Antoinette (1755-1793), venue en pèlerinage à Notre-Dame de Monflières, alors qu'elle ne parvenait pas à avoir d'enfant.

### Héraldique
| Blason de Bellancourt | Blason  | D'or au cheval passant de gueules ; au chef d'azur chargé d'un poisson d'argent. |
| Blason de Bellancourt | Détails | Le cheval évoque celui qui a permis de récupérer, suivant la légende, la statue placée ensuite dans la chapelle, le poisson évoque les abbesses de Berteaucourt, propriétaires de la seigneurie... Le blason a été adopté en 2006. |

## Pour approfondir